# Wahlbezirk Böhmen 28
Der Wahlbezirk Böhmen 28 war ein Wahlkreis für die Wahlen zum Abgeordnetenhaus im österreichischen Kronland Böhmen. Der Wahlbezirk wurde 1907 mit der Einführung der Reichsratswahlordnung geschaffen und bestand bis zum Zusammenbruch der Habsburgermonarchie.

## Geschichte
Nachdem der Reichsrat im Herbst 1906 das allgemeine, gleiche, geheime und direkte Männerwahlrecht beschlossen hatte, wurde mit 26. Jänner 1907 die große Wahlrechtsreform durch Sanktionierung von Kaiser Franz Joseph I. gültig. Mit der neuen Reichsratswahlordnung schuf man insgesamt 516 Wahlbezirke mit je einem zu wählenden Abgeordneten, die durch Direktwahl mit allfälliger Stichwahl bestimmt wurden. Der Wahlkreis Böhmen 28 umfasste die Städte, Märkte und Gemeinden Kolin, Elbeteinitz, Kouřim, Zasmuk, Brandeis an der Elbe, Altbunzlau, Elbekosteletz, Czelakowitz, Böhmisch Brod, Schwarzkosteletz, Rican und Eule. Aus der Reichsratswahl 1907 ging Josef Fořt von den Jungtschechen als Sieger hervor. Er wurde bei der Reichsratswahl 1911 von Emanuel Formánek von der Tschechisch national-sozialen Partei abgelöst.

## Wahlen
Die Reichsratswahl 1907 wurde am 14. Mai 1907 (erster Wahlgang) sowie am 23. Mai 1907 (Stichwahl) durchgeführt.

### Reichsratswahl 1907

#### Erster Wahlgang
| Kandidat                                                              | Partei                                  | Wahlkreisstimmen | Prozent |
| --------------------------------------------------------------------- | --------------------------------------- | ---------------- | ------- |
| František Pavel                                                       | Tschechische Sozialdemokratische Partei | 3164             | 35,5 %  |
| Josef Fořt                                                            | Jungtschechen                           | 3141             | 35,2 %  |
| Antonín Sobotka                                                       | Tschechische staatsrechtliche Partei    | 2519             | 28,3 %  |
| Jan Ptáčník                                                           | Katholische Volkspartei                 | 81               | 0,9 %   |
|                                                                       | Sonstige Parteien                       | 7                | 0,1 %   |
| Wahlberechtigte: 9976, Ungültige Stimmen: 27, Wahlbeteiligung: 89,6 % |                                         |                  |         |

#### Stichwahl
| Kandidat                                                              | Partei                                  | Wahlkreisstimmen | Prozent |
| --------------------------------------------------------------------- | --------------------------------------- | ---------------- | ------- |
| Josef Fořt                                                            | Jungtschechen                           | 5123             | 59,6 %  |
| František Pavel                                                       | Tschechische Sozialdemokratische Partei | 3474             | 40,4 %  |
| Wahlberechtigte: 9980, Ungültige Stimmen: 37, Wahlbeteiligung: 86,5 % |                                         |                  |         |

### Reichsratswahl 1911
Die Reichsratswahl 1911 wurde am 13. Juni 1911 sowie am 20. Juni 1911 (Stichwahl) durchgeführt.

#### Erster Wahlgang
| Kandidat                                                                | Partei                                               | Wahlkreisstimmen | Prozent |
| ----------------------------------------------------------------------- | ---------------------------------------------------- | ---------------- | ------- |
| Josef Stivín                                                            | Tschechische Sozialdemokratische Partei              | 3476             | 40,1 %  |
| Emanuel Formánek                                                        | Tschechisch national-soziale Partei                  | 3339             | 38,5 %  |
| Antonín Sládek                                                          | Tschechische staatsrechtlich-fortschrittliche Partei | 968              | 11,2 %  |
| Ján Švec                                                                | Christlichsoziale Partei                             | 619              | 7,1 %   |
| Alois Haju                                                              | Fortschrittlicher Realist                            | 232              | 2,7 %   |
|                                                                         | Sonstige                                             | 34               | 0,4 %   |
| Wahlberechtigte: 10.740, Ungültige Stimmen: 32, Wahlbeteiligung: 81,0 % |                                                      |                  |         |

#### Stichwahl
| Kandidat                                                            | Partei                                  | Wahlkreisstimmen | Prozent |
| ------------------------------------------------------------------- | --------------------------------------- | ---------------- | ------- |
| Emanuel Formánek                                                    | Tschechisch national-soziale Partei     | 4874             | 55,1 %  |
| Josef Stivín                                                        | Tschechische Sozialdemokratische Partei | 3906             | 44,9 %  |
| Wahlberechtigte: 10.740, Ungültige Stimmen: ?, Wahlbeteiligung: ? % |                                         |                  |         |